# Make Your Mark: Ultimate Playlist
Make Your Mark: Ultimate Playlist è una compilation, pubblicata il 16 ottobre 2012 dalla Walt Disney Records.

## Tracce
1. China Anne McClain – I Got My Scream On (da A.N.T. Farm - Accademia Nuovi Talenti) – 2:57
2. Drew Ryan Scott – Make Your Mark (da A tutto ritmo) – 3:37
3. Olivia Holt – Fearless (da Girl vs. Monster) – 2:35
4. China Anne McClain – How Do I Get There from Here (da A.N.T. Farm - Accademia Nuovi Talenti) – 2:48
5. Debby Ryan – Hey Jessie (da Jessie) – 2:23
6. Bella Thorne – TTYLXOX (da A tutto ritmo) – 2:34
7. Luke Benward – Had Me @ Hello (da Girl vs. Monster) – 3:23
8. Olivia Holt – Nothing's Gonna Stop Me Now (da Girl vs. Monster) – 3:51
9. Ross Lynch – Can't Do It Without You (da Austin & Ally) – 2:46
10. Bridgit Mendler – Hang in There Baby (da Buona fortuna Charlie) – 2:42
11. Zendaya – Something to Dance For (da A tutto ritmo) – 2:42
12. Olivia Holt – Had Me @ Hello (da Girl vs. Monster) – 3:09

## Classifica
| Classifica (2012)         | Posizione massima |
| ------------------------- | ----------------- |
| U.S. Billboard 200        | 144               |
| U.S. Billboard Kid Albums | 5                 |